# Aleksander Gnatowski
Aleksander Gnatowski (ur. 4 października 1896 w Różanie, zm. 1940 w Charkowie) – polski działacz niepodległościowy, nauczyciel, podporucznik piechoty rezerwy Wojska Polskiego.

## Życiorys
Był synem Bolesława i Józefy z domu Gumowskiej. Był starszym bratem Leona Jakuba (1903–1987), podpułkownika piechoty Wojska Polskiego. Pełnił służbę w Polskiej Organizacji Wojskowej od 20 czerwca 1916 do 11 listopada 1918 (pseudonim Falski). Do wojska jako ochotnik wstąpił w listopadzie 1918 i służył do 1 września 1921 roku w 32. pułku.
Po walkach na froncie wołyńskim przeszedł do rezerwy i rozpoczął pracę pedagogiczną jako nauczyciel i kierownik szkoły powszechnej w Dziatkowiczach, powiat Kobryń .
28 sierpnia 1939 został zmobilizowany. Przebywał w obozie jenieckim w Starobielsku, figuruje na ukraińskiej liście jeńców wojennych, tabliczka z jego danymi znajduje się na cmentarzu wojennym w Charkowie Piatichatkach.

## Upamiętnienie
5 października 2007 minister obrony narodowej mianował go pośmiertnie na stopień porucznika. Awans został ogłoszony 9 listopada 2007 w Warszawie, w trakcie uroczystości „Katyń Pamiętamy – Uczcijmy Pamięć Bohaterów”.
Aleksandra Gnatowskiego uhonorowano „Dębem Pamięci”, w ramach akcji „Katyń... pamiętamy” / „Katyń... Ocalić od zapomnienia”, posadzonym przed Muzeum Obozu Oflag II C Woldenberg w Dobiegniewie 2 września 2009.

## Ordery i odznaczenia
- Medal Niepodległości – 21 kwietnia 1937 „za pracę w dziele odzyskania niepodległości”[8][2][9]